# Anca Heltne
Anca Margareta Heltne Vâlceanu (nata Vâlceanu; Câmpulung, 1º gennaio 1978) è una pesista rumena, vincitrice della medaglia di bronzo ai Campionati europei indoor di Torino 2009.
È sposata con il decatleta Runar Heltne.

## Biografia

### Casi doping
Il 27 febbraio 2010 è stata trovata positiva ad un test antidoping allo stanozololo, ha subito una squalifica di due anni dalle competizioni dal 1º aprile 2010 al 31 marzo 2012.
Il 7 febbraio ed il 15 febbraio 2014 risulta positiva a due test antidoping al 4-Chlorodehydromethyltestosterone e al metandrostenolone.
In seguito alla positività viene nuovamente squalificata dalle competizioni, questa volta per 8 anni: dall'11 marzo 2014 al 10 marzo 2022.

## Palmarès
| Anno | Manifestazione           | Sede     | Evento         | Risultato | Misura  | Note  |
| ---- | ------------------------ | -------- | -------------- | --------- | ------- | ----- |
| 1997 | Europei U20              | Lubiana  | Getto del peso | 6ª        | 15,53 m |       |
| 2005 | Universiadi              | Smirne   | Getto del peso | 7ª        | 16,23 m |       |
| 2007 | Mondiali                 | Osaka    | Getto del peso | 26ª (q)   | 16,27 m |       |
| 2008 | Olimpiadi                | Pechino  | Getto del peso | 21ª       | 17,48 m |       |
| 2009 | Europei indoor           | Torino   | Getto del peso | Bronzo    | 18,71 m |       |
| 2009 | Mondiali                 | Berlino  | Getto del peso | 14ª (q)   | 17,92 m |       |
| 2009 | Giochi della Francofonia | Beirut   | Getto del peso | Oro       | 17,80 m |       |
| 2010 | Mondiali indoor          | Doha     | Getto del peso | dq        | dq      |       |
| 2012 | Europei                  | Helsinki | Getto del peso | 12ª       | 16,39 m |       |
| 2013 | Europei indoor           | Göteborg | Getto del peso | 6ª        | 17,64 m |       |
| 2013 | Mondiali                 | Mosca    | Getto del peso | 15ª (q)   | 17,76 m |       |
| 2013 | Giochi della Francofonia | Nizza    | Getto del peso | Oro       | 17,14 m |       |
| 2014 | Mondiali indoor          | Sopot    | Getto del peso | dq        | dq      | [ 3 ] |

## Altre competizioni internazionali
2008
- 8ª alla World Athletics Final ( Stoccarda), getto del peso - 16,60 m

2009
- 8ª alla World Athletics Final ( Tessalonica), getto del peso - 17,68 m
- Oro agli Europei a squadre - First League, ( Bergen), getto del peso 18,43 m;